# Chris Woodruff
Chris Woodruff (Knoxville, 2 de janeiro de 1973) é um ex-tenista profissional estadunidense.

## ATP Tour finais

### Simples: 4 (2 títulos - 2 vices)
| Legenda                  |
| Grand Slam (0-0)         |
| Tennis Masters Cup (0-0) |
| ATP Masters Series (1-0) |
| ATP Tour (1-2)           |

| Resultado | N. | Data           | Torneio       | Piso        | Oponente          | Placar             |
| --------- | -- | -------------- | ------------- | ----------- | ----------------- | ------------------ |
| Vice      | 1. | Março 3, 1996  | Philadelphia  | Carpete (i) | Jim Courier       | 4-6, 3-6           |
| Vice      | 2. | Maio 20, 1996  | Coral Springs | Saibro      | Jason Stoltenberg | 6-7(4-7), 6-2, 5-7 |
| Campeão   | 1. | Julho 28, 1997 | Montreal      | Duro        | Gustavo Kuerten   | 7–5, 4–6, 6–3      |
| Campeão   | 2. | Julho 5, 1999  | Newport       | Grama       | Kenneth Carlsen   | 6–7(7-5), 6–4, 6–4 |

### Duplas: 3 (3 vices)
| Legenda                  |
| Grand Slam (0-0)         |
| Tennis Masters Cup (0-0) |
| ATP Masters Series (0-0) |
| ATP Tour (0-3)           |

| Resultado | N. | Data              | Torneio    | Piso     | Parceiro        | Oponentes                        | Placar                  |
| --------- | -- | ----------------- | ---------- | -------- | --------------- | -------------------------------- | ----------------------- |
| Vice      | 1. | Julho 21, 1996    | Washington | Duro     | Doug Flach      | Grant Connell Scott Davis        | 6-7, 6-3, 3-6           |
| Vice      | 2. | Novembro 10, 1996 | Stockholm  | Duro (i) | Todd Martin     | Patrick Galbraith Jonathan Stark | 6-7, 4-6                |
| Vice      | 3. | Julho 11, 1999    | Newport    | Grama    | Sargis Sargsian | Wayne Arthurs Leander Paes       | 7-6(8-6), 6-7(7-9), 3-6 |